# Hirnyk (stacja kolejowa)
Hirnyk (ukr. Гірняк, ros. Горняк) – stacja kolejowa w miejscowości Hirnyk, w obwodzie lwowskim, na Ukrainie. Leży na linii Lwów – Sapieżanka – Kowel.
Stacja obsługuje okoliczne kopalnie węgla, do których odchodzą bocznice.
Stacja istniała przed II wojną światową. Nosiła wówczas nazwę Parchacz od pobliskiej wsi Parchacz.